# Лундмарк (лунный кратер)
Кратер Лундмарк (лат. Lundmark) — большой древний ударный кратер в южном полушарии обратной стороны Луны. Название присвоено в честь шведского астронома Кнута Эмиля Лундмарка (1889—1958) и утверждено Международным астрономическим союзом в 1970 г. Образование кратера относится к донектарскому периоду.

## Описание кратера
Ближайшими соседями кратера являются кратер Рамзей на западе; кратер Жюль Верн на северо-западе; кратер Зейдель на севере; кратер Обручев на востоке; кратер Кретьен на юго-востоке; кратер Гаравито на юге-юго-востоке и кратер Кох на юге-юго-западе. На северо-востоке от кратера Лундмарк находится Море Мечты. Селенографические координаты центра кратера 38°52′ ю. ш. 152°34′ в. д. / 38,87° ю. ш. 152,56° в. д., диаметр 103,4 км, глубина 2,9 км.
Кратер Лундмарк имеет полигональную форму и значительно разрушен за длительное время своего существования. Вал сглажен, западная часть вала несколько спрямлена, северо-восточная часть вала перекрыта двумя крупными кратерами. Дно чаши пересеченное, испещрено множеством кратеров различного размера.

## Сателлитные кратеры
| Лундмарк | Координаты                                              | Диаметр, км |
| -------- | ------------------------------------------------------- | ----------- |
| B        | 37°26′ ю. ш. 153°41′ в. д. / 37,43° ю. ш. 153,68° в. д. | 37,5        |
| C        | 35°44′ ю. ш. 155°48′ в. д. / 35,73° ю. ш. 155,8° в. д.  | 25,8        |
| D        | 38°22′ ю. ш. 154°37′ в. д. / 38,37° ю. ш. 154,62° в. д. | 27,8        |
| F        | 39°06′ ю. ш. 157°23′ в. д. / 39,1° ю. ш. 157,38° в. д.  | 25,6        |
| G        | 40°13′ ю. ш. 155°45′ в. д. / 40,22° ю. ш. 155,75° в. д. | 28,4        |

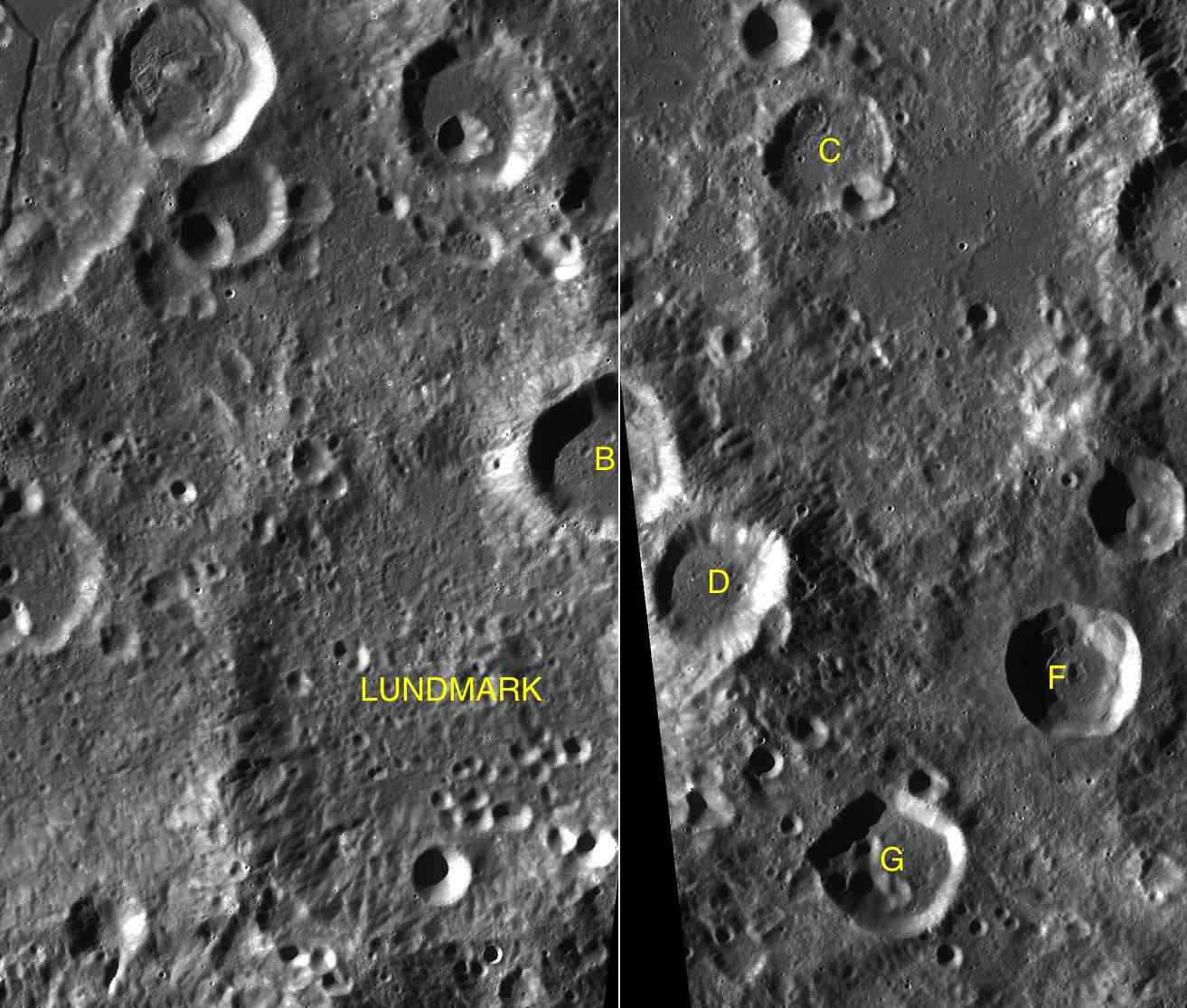
Фрагменты карт LAC-118, LAC-119.

- Образование сателлитного кратера Лундмарк G относится к позднеимбрийскому периоду[1].

## См.также
- Список кратеров на Луне
- Лунный кратер
- Морфологический каталог кратеров Луны
- Планетная номенклатура
- Селенография
- Минералогия Луны
- Геология Луны
- Поздняя тяжёлая бомбардировка